# San Giovanni Galermo - Trappeto Cibali
Il IV Municipio "San Giovanni Galermo - Trappeto Cibali" è una suddivisione amministrativa del comune di Catania.

## Geografia
L'area del IV Municipio è localizzata nella parte nordoccidentale del territorio comunale di Catania, ed è stato istituito nel 2013 dall'accorpamento della IV (Trappeto Cibali) e V Municipalità (San Giovanni Galermo). Essa comprende i seguenti quartieri o rioni:
- Balatelle
- Cibali (contrade: Cristaldi, Gelsi Bianchi, Ogliastro, Stazzone, Susanna)
- Misericordia
- San Giovanni di Galermo
- San Nullo
- Trappeto (contrade: Nord, Sud)

Il municipio, confina a nord con il comune di Mascalucia, a sud con i municipi Centro Storico e Monte Po Nesima - San Leone Rapisardi, a ovest con i comuni di Misterbianco (frazione Belsito) e San Pietro Clarenza, e con il municipio Monte Po Nesima - San Leone Rapisardi, a est con il comune di Gravina di Catania e i municipi Picanello Ognina - Barriera Canalicchio e Borgo Sanzio. 
Buona parte del territorio del municipio è attraversata dalla Via Galermo, il cui percorso ha inizio dalla Piazza Bonadies del quartiere Cibali, per concludersi all'ingresso di San Giovanni Galermo, dove si trova uno svincolo della Tangenziale RA15. Nella parte centrale in direttrice est-ovest è attraversato dalla circonvallazione esterna, il cui tratto prende i nomi di Viale Antoniotto Usodimare e Viale Fratelli Vivaldi. Nell'estrema parte inferiore ricade una parte del Viale Mario Rapisardi.

## Società
Al 1º gennaio 2018, la popolazione residente nel III Municipio era di 39.905 unità, pari al 13% della popolazione comunale. Nello stesso periodo, la popolazione straniera residente era di 720 unità, pari all'1,8% del totale.

### Istituzioni, enti e associazioni
La sede istituzionale del IV Municipio è ubicata in Via Galermo 254, nel quartiere Trappeto.

## Economia
L'economia del IV Municipio si regge in massima parte sul commercio e l'artigianato.

## Infrastrutture e trasporti
I quartieri del municipio sono regolarmente serviti da diverse linee di autobus del servizio espletato dall'AMTS. 
A Cibali sorgono l'omonima stazione della tratta urbana della Ferrovia Circumetnea, e quella sotterranea della Metropolitana di Catania. Un'altra stazione della metropolitana è quella di San Nullo.

### Sport
A Piazza Spedini, nel quartiere Cibali, è ubicato lo Stadio Angelo Massimino, impianto polifunzionale edificato nel 1937, prevalentemente utilizzato per il calcio, dove si disputano le partite interne del Calcio Catania.
Al IV Municipio sono presenti due palazzetti dello sport, il PalaAbramo a Cibali (adiacente allo stadio), e il PalaGalermo a Trappeto.